# Villa Saluzzo Serra
La villa Saluzzo Serra è un edificio civile situato nel quartiere di Nervi, in via Capolungo, nel comune di Genova. Di proprietà comunale, e ubicato presso i parchi di Nervi, è sede dal 1928 della galleria d'arte moderna di Genova.

## Storia e descrizione

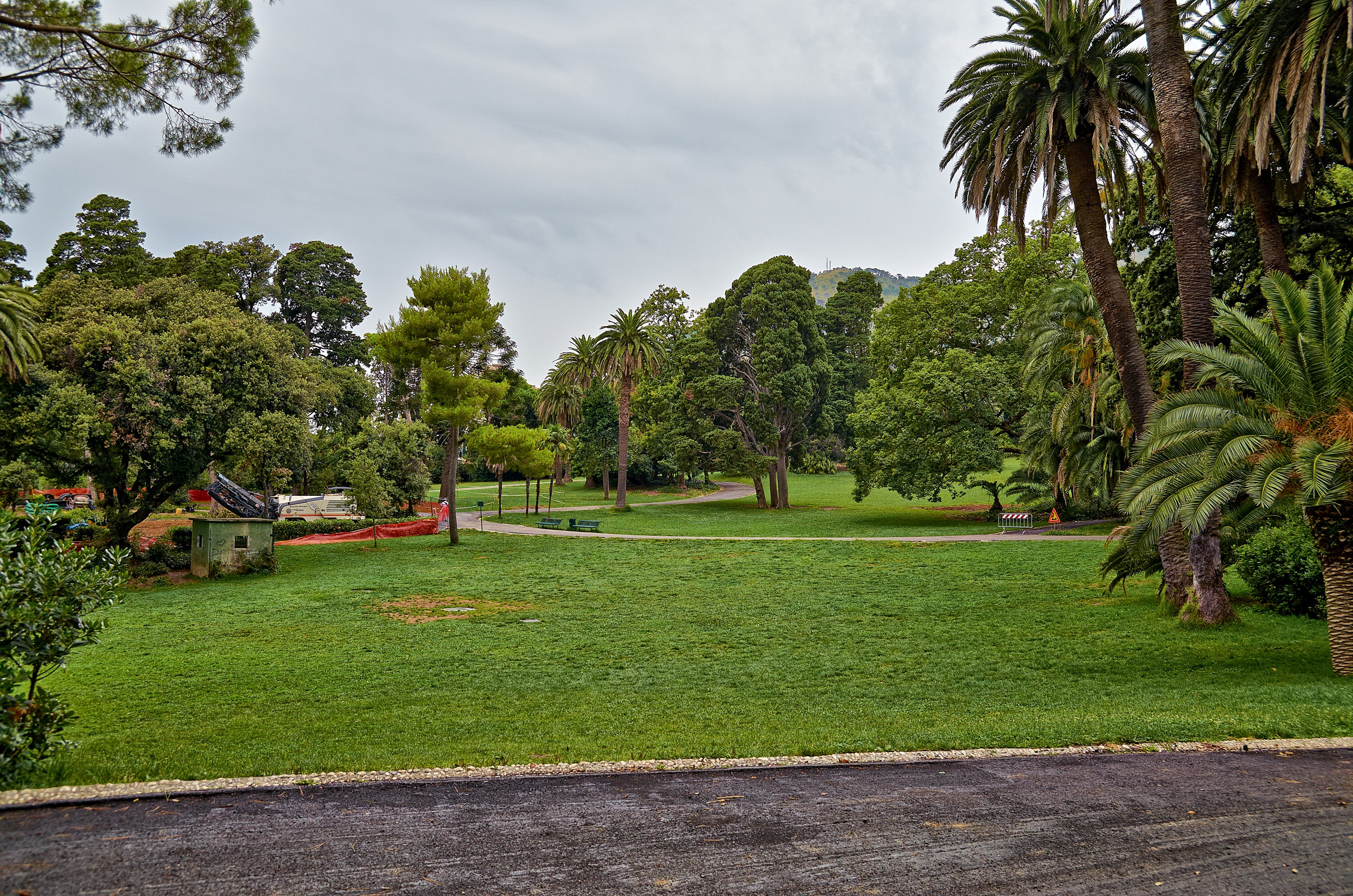
Particolare del parco antistante la villa

L'edificio è risalente al XVII secolo e, nei secoli, appartenne alle famiglie dei marchesi Saluzzo, poi ai Morando, ai Serra (1815) e infine all'armatore Carlo Barabino che la cedette al Comune di Genova nel 1926 per il valore di 2.200.000 lire. Furono i Serra (nella persona di Gerolamo Serra) a ristrutturare maggiormente la primaria villa con ampliamenti e modifiche a più riprese, e a trasformare gli originari terreni di ulivi e agrumi in uno dei giardini più apprezzati dell'epoca dei parchi di Nervi.
Tra le personalità illustre che visitarono o soggiornarono nella villa si ricordano la figlia Luisa Maria Amalia del re Ferdinando IV delle Due Sicilie, il Re di Prussia Federico Guglielmo, la regina Maria Cristina di Spagna e lo storico francese Jules Michelet.
Nei pressi della villa Saluzzo Serra vi è la presenza di una cappella gentilizia.
Nella zona più meridionale della proprietà un vasto prato all'interno di un giardino all'inglese caratterizza l'ambiente, oltre alla presenza di corsi d'acqua che scorrono sotto alberi di cipressi (Cupressus sempervirens), pini domestici (Pinus pinea), lecci (Quercus ilex), allori (Laurus nobilis) e carrubi (Ceratonia siliqua). Altri elementi di flora del parco sono il cedro bianco (Thuja occidentalis), le palme, una quercia da sughero (Quercus suber) oltre ai più comuni olivi (Oliva europea), cedri (Cedrus), noccioli (Corylus avellana), maggiociondoli (Laburnum anagyroides), roveri (Quercus petrae), ippocastani (Aesculus hippocastanum), camelie (Camelia japonica).